# Phil Erenberg
Philip Richard „Phil” Erenberg (ur. 16 marca 1909 w Łojowie, zm. 2 lutego 1992 w West Hollywood) – amerykański gimnastyk, medalista olimpijski z Los Angeles.